# UV mapping

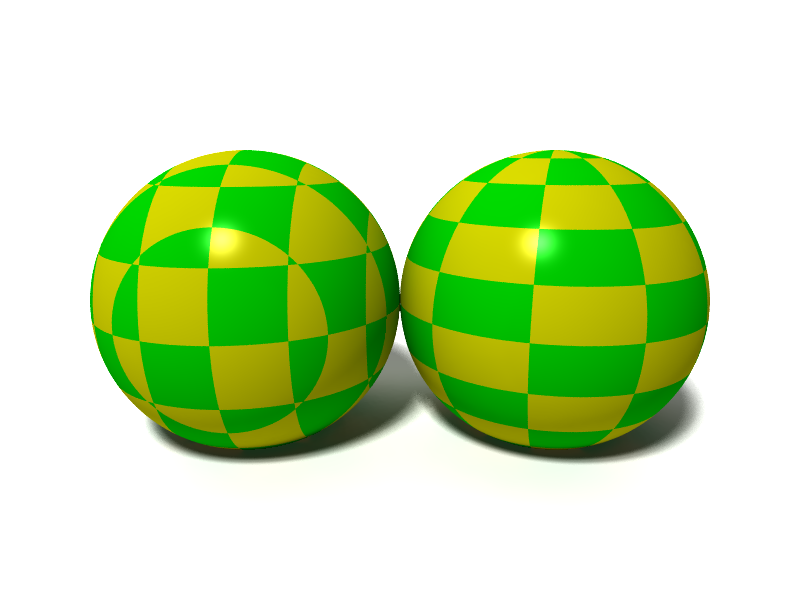
UV mapping op bollen
links zonder, rechts met

In computergraphics en driedimensionaal modelleren is UV mapping een techniek om een tweedimensionale afbeelding, een textuur, op een driedimensionaal object te 'plakken'. De coördinaten van het driedimensionale object, doorgaans uitgedrukt als {\displaystyle (x,y,z)}, krijgen twee extra coördinaten, {\displaystyle u} en {\displaystyle v}, die aanduiden welk deel van de textuur wordt gebruikt om de kleur van het punt in 3D te bepalen. Deze {\displaystyle u} en {\displaystyle v} waarden zijn de {\displaystyle x}- en {\displaystyle y}- coördinaten van het overeenkomende punt in de textuur.
Doorgaans worden de {\displaystyle (u,v)}-coördinaten voor de hoekpunten van een veelhoek opgegeven en voor de tussenliggende coördinaten in 3D worden de {\displaystyle (u,v)}-coördinaten geïnterpoleerd. Ieder punt op een oppervlak heeft in 3D op deze manier een overeenkomstige coördinaat in de 2D afbeelding die gebruikt kan worden om te bepalen welke kleur de coördinaat in 3D heeft. De 2D afbeelding wordt zo als het ware op het 3D object 'geplakt'.
De algoritmen die hiervoor worden gebruikt lijken veel op de algoritmen voor een kaartprojectie.